# IC 4664
IC 4664 est une galaxie spirale barrée (intermédiaire ?) située dans la constellation du Paon. Sa vitesse par rapport au fond diffus cosmologique est de 5 049 ± 8 km/s, ce qui correspond à une distance de Hubble de 74,5 ± 5,2 Mpc (∼243 millions d'al). Cette galaxie a été découverte par l'astronome américain DeLisle Stewart en 1901.
La classe de luminosité de IC 4664 est II et elle présente une large raie HI.
À ce jour, près d'une quinzaine de mesures non basées sur le décalage vers le rouge (redshift) donnent une distance de 49,292 ± 8,145 Mpc (∼161 millions d'al), ce qui est nettement à l'extérieur des valeurs de la distance de Hubble.

## Groupe de NGC 6483
IC 4664 fait partie du groupe de NGC 6483. Ce groupe de galaxies compte au moins quatre membres. Les trois autres galaxies du groupe sont NGC 6483, PGC 61240 et PGC 61237.